# Stingers de Cincinnati
Les Stingers de Cincinnati sont une franchise de hockey sur glace professionnel qui était localisée à Cincinnati dans l'Ohio aux États-Unis et qui évolua de 1975 à 1979 dans l'Association mondiale de hockey. Les Stingers furent la seule franchise d'une ligue majeure de hockey à évoluer à Cincinnati.
Les Stingers furent l'une des dernières équipes encore en vie lorsque la ligue cessa ses activités en 1979. Les Stingers et les Bulls de Birmingham furent payés pour faire de même alors que les autres équipes rejoignaient la ligue concurrente, la Ligue nationale de hockey. Birmingham et Cincinnati rejoignirent la Ligue centrale de hockey. Les Stingers y joue durant une saison avant de se dissoudre.
Ils évoluaient en jaune et noir dans le Riverfront Coliseum.

## Statistiques
| No | Saison    | PJ | V  | D  | N | % V  | BP  | BC  | Pts | Classement                  | Séries éliminatoires                                                 | Entraîneur     |
| -- | --------- | -- | -- | -- | - | ---- | --- | --- | --- | --------------------------- | -------------------------------------------------------------------- | -------------- |
| 1  | 1975-1976 | 80 | 35 | 44 | 1 | 44,4 | 285 | 340 | 71  | Derniers de la division Est | Non qualifiés                                                        | Terry Slater   |
| 2  | 1976-1977 | 81 | 39 | 37 | 5 | 51,2 | 354 | 303 | 83  | 2e de la division Est       | Défaite au 1er tour contre les Racers d'Indianapolis 4-0             | Terry Slater   |
| 3  | 1977-1978 | 80 | 35 | 42 | 3 | 45,6 | 298 | 332 | 73  | 7e de la ligue              | Non qualifiés                                                        | Jacques Demers |
| 4  | 1978-1979 | 80 | 33 | 41 | 6 | 45   | 274 | 284 | 72  | 5e de la ligue              | Défaite au 1er tour contre les Whalers de la Nouvelle-Angleterre 2-1 |                |

| No | Saison    | PJ | V  | D  | N | % V  | BP  | BC  | Pts | Classement           | Séries éliminatoires | Entraîneur   |
| -- | --------- | -- | -- | -- | - | ---- | --- | --- | --- | -------------------- | -------------------- | ------------ |
| 5  | 1979-1980 | 33 | 11 | 21 | 1 | 34,8 | 108 | 151 | 23  | Derniers de la ligue | Non qualifiés        | Al Karlander |